# NGC 3003
NGC 3003 је спирална галаксија у сазвежђу Мали лав која се налази на NGC листи објеката дубоког неба.
Деклинација објекта је + 33° 25' 19" а ректасцензија 9h 48m 35,9s. Привидна величина (магнитуда) објекта NGC 3003 износи 11,5 а фотографска магнитуда 12,3. Налази се на удаљености од 23,293 милиона парсека од Сунца. NGC 3003 је још познат и под ознакама UGC 5251, MCG 6-22-13, CGCG 182-21, KUG 0945+336, IRAS 09456+3339, PGC 28186.